# Sandy Nelson
Sander Lloyd Nelson, detto Sandy (Santa Monica, 1º dicembre 1938 – Las Vegas, 14 febbraio 2022), è stato un batterista statunitense.

## Discografia parziale
Album 
- 1960 - Sandy Nelson Plays Teen Beat
- 1962 - Let There Be Drums
- 1962 - Drums Are My Beat
- 1962 - Drummin' Up a Storm

Singoli
- 1959 - Teen Beat
- 1961 - Let There Be Drums
- 1963 - Ooh Poo Pah Doo
- 1969 - Manhattan Spiritual